# (827) Вольфиана
(827) Вольфиана (лат. Wolfiana) — астероид главного пояса, открытый 29 августа 1916 года австрийским астрономом Иоганном Пализой в Вене и названный в честь Макса Вольфа, известного немецкого астронома.